# Gianluca Falanga
Gianluca Falanga (* 1977 in Salerno, Italien) ist ein deutsch-italienischer Historiker und Publizist.

## Biografie
Gianluca Falanga wuchs in Turin auf. Von 1996 bis 2002 studierte er Literaturwissenschaft an der Universität Turin. Während eines Auslandsjahres der Universität Kopenhagen forschte er am Arnamagnæan Institut, wo ihm die färöischen Nibelungenlieder in die Hände fielen, die er in seiner Diplomarbeit ins Italienische übersetzte. Anschließend zog er nach Deutschland, wo er zunächst in Berlin und Frankfurt eine Lehre als Buchhändler absolvierte. Heute lebt Falanga als freiberuflicher Historiker und Publizist in Berlin. Er ist Autor und Übersetzer von zahlreichen Sachbüchern zu verschiedenen zeitgeschichtlichen und politischen Themen in deutscher und italienischer Sprache. In seinem Wirken ist Falanga bestrebt, wissenschaftliche Quellenforschung mit kreativer Erzähl- und Vermittlungskunst sowie bildungspädagogischer Methodik zu verbinden. Seit 2010 arbeitet er mit der Gedenkstätte Berlin-Hohenschönhausen und der Forschungs- und Gedenkstätte Normannenstraße sowie mit der Stiftung Haus der Geschichte zusammen. Darüber hinaus erscheinen seine Aufsätze und Essays in der Forschungszeitschriften des italienischen Inlandsgeheimdienstes Agenzia Informazioni e Sicurezza Interna Gnosis. Rivista italiana di Intelligence.

## Publizistische Schwerpunkte
Seit 2005 setzt sich Falanga mit unterschiedlichen Themen und Aspekte der jüngsten deutschen und italienischen Geschichte auseinander, unter anderen der Geschichte Berlins, NS-Geschichte, Geschichte des italienischen Faschismus sowie der deutsch-italienischen Beziehungen, Geschichte der DDR, Geschichte und Wirken des Ministeriums für Staatssicherheit der DDR, Geschichte des Kalten Kriegs in Deutschland und Italien, internationale Spionagegeschichte, insbesondere die Rolle der Nachrichtendienste im Spannungsfeld der politischen Gewalt und des internationalen Terrorismus der 1960 bis 1980er Jahre.

## Grundlagenforschung
Als selbständiger Forscher führt Gianluca Falanga primäre Quellenforschung in deutschen und internationalen öffentlichen sowie private Archiven durch.
2007/08 erforschte Falanga im Historisch-Diplomatischen Archiv des italienischen Außenministeriums (Archivio Storico Diplomatico del Ministero degli Affari Esteri) die bislang wenig beachteten Schriftwechsel und Erinnerungen der italienischen Botschaftsangehörigen in Berlin zwischen 1933 und 1945 und wertete diese erstmals systematisch aus.
Im Archiv des Bundesbeauftragten für die Unterlagen des Staatssicherheitsdienstes der DDR (BStU) erschloss und veröffentlichte er 2013 Quellen, u. a. elektronischen aus den SIRA-Teildatenbanken des Auslandsgeheimdienstes der DDR Hauptverwaltung A, zum Wirken des Ministeriums für Staatssicherheit in Italien. Aufgrund seiner Kenntnisse und Nachforschungen zur Entwicklung, Organisationsstruktur und Wirken der Stasi, insbesondere deren Verwicklung im internationalen Terrorismus, wurde er 2016 von der vom italienischen Parlament einberufenen Untersuchungskommission zur Erforschung der Entführung und Ermordung von Aldo Moro durch die Roten Brigaden als Sachverständiger angehört.
2016 beauftragte ihn die Familie des italienischen Diplomaten Luca Pietromarchi mit der Ordnung und Sichtung des schriftlichen Nachlasses des hohen Beamten. Unter Benutzung weitgehend unveröffentlichter Briefe, Memoiren und Tagebüchern Pietromarchis, welche zeitnahe Kenntnisse des Holocausts zeigen, verfasste Falanga eine ausführliche Biografie des Diplomaten.

## Schriften
- Die Humboldt-Universität, Berlin 2005, ISBN 9783929829273
- Italien in Berlin, Berlin 2006
- Berlin 1937. Die Ruhe vor dem Sturm, Berlin 2007
- Mussolinis Vorposten in Hitlers Reich. Italiens Politik in Berlin 1933–1945, Berlin 2008, ISBN 978-3861534938
- Non si può dividere il cielo. Storie dal Muro di Berlino [Geschichte der Berliner Mauer], Rom 2009, ISBN 978-8843085972
- Italien. Ein Kompass durch das geliebte Chaos, Ch. Links Verlag 2010, ISBN 978-3-861535744 (Leseprobe (pdf))
- Il Ministero della Paranoia. Storia della Stasi [Geschichte der Stasi], Rom 2012
- Spie dall’est. L’Italia nelle carte segrete della Stasi [Das Wirken der Stasi in Italien], Rom 2014. Taschenbuch (Carocci, 2024): ISBN 978-8829025480
- Storia di un diplomatico. Luca Pietromarchi al Regio Ministero degli Affari Esteri (1923–1945), [Geschichte eines Diplomaten: Luca Pietromarchi im Königlichen Außenministerium (1923–1945)], Rom 2018
- Non si parla mai dei crimini del comunismo [man spricht nie über die Verbrechen des Kommunismus], Bari-Rom 2022
- Gli uomini di Himmler. Il passato nazista dei Servizi segreti tedeschi . Carocci (2024), Taschenbuch, ISBN 978-8829023806